# Watauga (Teksas)
Watauga je grad u američkoj saveznoj državi Teksas. Prema popisu stanovništva iz 2010. u njemu je živjelo 23.497 stanovnika.